# 五百城茉央

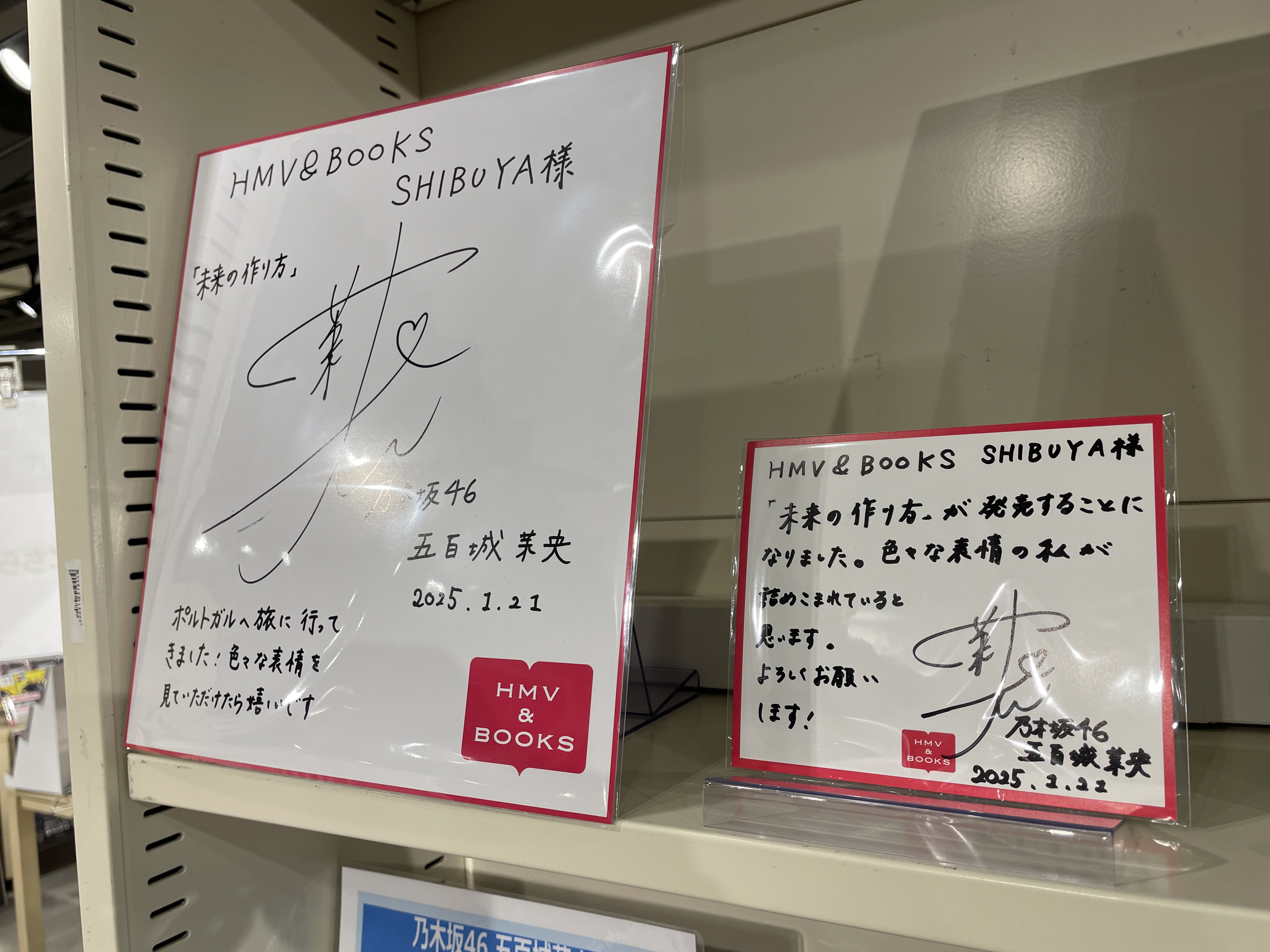
直筆サイン

五百城 茉央（いおき まお、2005年〈平成17年〉7月29日 - ）は、日本のアイドルであり、女性アイドルグループ乃木坂46のメンバーである。兵庫県神戸市出身。乃木坂46合同会社所属。従妹は日向坂46四期生の正源司陽子。

## 来歴
2005年（平成17年）7月29日生まれ。
2022年（令和4年）、乃木坂46の5期生オーディションに合格。オーディションは乃木坂46のファンだった兄から勧められて応募した。
2023年（令和5年）1月から放送されたドキュメントバラエティ番組『わたしの通学ロード』シーズン1（関西テレビ）でナレーションを務めた。同年3月29日発売の32ndシングル『人は夢を二度見る』で初選抜、8月23日発売の33rdシングル『おひとりさま天国』で初の福神メンバー入りした。9月23日に開催された明治安田生命J1リーグ第28節「ヴィッセル神戸対セレッソ大阪」（ノエビアスタジアム神戸）のキックインセレモニーに出演。
2024年（令和6年）1月、『わたしの通学ロード』シーズン2（関西テレビ）が放送され、引き続きナレーションを担当した。同年4月に上演された『乃木坂46”5期生”版 ミュージカル「美少女戦士セーラームーン」2024』でセーラー戦士のセーラージュピター／木野まこと役を演じた。4月7日、『らじらー! サンデー』（NHKラジオ第1放送）の第2・第4日曜日のレギュラーMC就任が発表された。4月10日発売の35thシングル『チャンスは平等』に収録された5期生楽曲「「じゃあね」が切ない」でセンターを務めた。同年7月9日から「ビックマック」と「コカ・コーラ」がコラボレーションした 日本マクドナルド社のテレビCM『ビッグマック「あしたも、笑おう。」』篇に出演。12月8日に開催された明治安田J1リーグ「ヴィッセル神戸対湘南ベルマーレ」（ノエビアスタジアム神戸）でレフリーエスコートを務めた。
2025年（令和7年）1月21日、1st写真集『未来の作り方』（小学館）が発売され、週間7万575部を記録し、オリコン週間BOOKランキングと写真集部門で1位を獲得した。同月27日、六甲山アスレチックパークGREENIAで開催される「シダレミュージアム2025 エモい展」「帰ってきたパワーワード展」（2025年4月19日 - 11月16日）のアンバサダーに就任したことが発表された。同月31日から放送のソフトバンクのテレビCM「りんごとトラック」篇 、「おおきなかぶ」篇 に出演し、俳優の坂東龍汰と共演した。2月4日、写真集の重版が決定した。同年4月11日から放送のカンテレ×FODドラマ『MADDER（マダー）その事件、ワタシが犯人です』で、地上波連続ドラマ初出演にして初主演。同年5月3日、ヴィッセル神戸の「クラブ30周年アンバサダー」に就任することが発表された。同年7月29日、20歳の誕生日にInstagramアカウントを開設した。同年8月4日、主演を務めたindigo la Endのアニバーサリーイヤーを記念したスペシャルショートドラマ「最愁回」が公開された。

## 人物
愛称は、まおちゃん、いおちゃん、きっき。名字の「五百城」は日本全国で約50人しかいない珍しい名字とされている。アクティブかつポジティブで毎日笑って過ごすこと、人と比べないことを心掛けている。左利き。
日向坂46の四期生・正源司陽子はいとこにあたる。五百城は「よぴこ」「陽ちゃん」、正源司は「まおちゃん」と呼んでおり、幼少期から両家で旅行に行ったり誕生日や正月を祝ったりするなど家族ぐるみで仲が良い。互いのことを五百城は「近すぎる従姉妹」「思い出はいっぱいあり過ぎて絞り切れないぐらい」と、正源司は「生まれた時からずっと仲良し」、「夏休みは毎日のように遊んでいたくらい家族のような存在」と評している。2024年5月3日には「乃木坂配信中」と「日向坂ちゃんねる」でコラボ動画が公開され、共演を果たした。

### 趣味・嗜好
好きなものはマグロと紅茶とお風呂。趣味はフィルムカメラと兄の影響で始めたギター、銭湯巡り。あいみょんなどの邦ロック系や乃木坂46の楽曲「君の名は希望」をギターでよく弾き語りしている。好きな映画は『魔女の宅急便』で、1st写真集の撮影地に主人公のキキになりたかったから『魔女の宅急便』の舞台の一つと言われるポルトガルを選んだと語るほど。好きなアーティストはMrs. GREEN APPLEで小学生の頃に知り、朝は「In the Morning」、気持ちが沈んだ時は「ナニヲナニヲ」を聴いているという。

### 特技
書道と剣道。書道歴は10年で1st写真集『未来の作り方』の題字も担当した。剣道は二段で中学3年間剣道部に所属していた。

### 乃木坂46
サイリウムカラーはターコイズと青。好きな曲は「トキトキメキメキ」。
憧れの1期生メンバーは伊藤万理華。先輩メンバーでは遠藤さくらと山下美月に憧れ尊敬している。遠藤は五百城について「一番話す後輩メンバー」とインタビューで答えており、五百城もライブのリハーサル中舞台裏で泣いていたときに遠藤がずっと隣に寄り添ってくれて感激したと語っている。山下は乃木坂46よりも前に知っており、兄が購入した写真集を見て「可愛い」と憧れていた。加入後は山下・賀喜遥香・川﨑桜・一ノ瀬美空とともに山下軍団の一員として活動した。5期生では、同級生の奥田いろはと「カフェオーレ」というギターデュオを組んでいる。冨里奈央とのコンビ名は「なおまお」、井上和とは「なぎまお」と呼ばれている。6期生の愛宕心響は同じ小学校・中学校で同級生だった。

## 作品

### シングル
乃木坂46
- 絶望の一秒前（2022年3月23日、SRCL-12106/7） - EAN 4547366549096。
- バンドエイド剥がすような別れ方（2022年8月31日、SRCL-12214/5） - EAN 4547366571974。
- 17分間（2022年12月7日、SRCL-12338） - EAN 4547366590197。
- 人は夢を二度見る（2023年3月29日、SRCL-12480/8） - EAN 4547366607307。
- 僕たちのサヨナラ（2023年3月29日、SRCL-12480/8） - EAN 4547366607307。
- 心にもないこと（2023年3月29日、SRCL-12480/1） - EAN 4547366607307。
- おひとりさま天国（2023年8月23日、SRCL-12620/8） - EAN 4547366626612。
- 誰かの肩（2023年8月23日、SRCL-12620/1） - EAN 4547366626612。
- 考えないようにする（2023年8月23日、SRCL-12624/5） - EAN 4547366626636。
- Monopoly（2023年12月6日、SRCL-12730/8） - EAN 4547366650990。
- 助手席をずっと空けていた（2023年12月6日、SRCL-12730/1） - EAN 4547366650990。
- いつの日にか、あの歌を…（2023年12月6日、SRCL-12738） - EAN 4547366651027。
- チャンスは平等（2024年4月10日、SRCL-12850/8） - EAN 4547366669053。
- 「じゃあね」が切ない（2024年4月10日、SRCL-12850/1） - EAN 4547366669053。
- サルビアの花を覚えているかい?（2024年4月10日、SRCL-12856/7） - EAN 4547366669091。
- チートデイ（2024年8月21日、SRCL-12950/8） - EAN 4547366693973。
- 君にDitto（2024年8月21日、SRCL-12952/3） - EAN 4547366693980。
- 熱狂の捌け口（2024年8月21日、SRCL-12958） - EAN 4547366694000。
- 歩道橋（2024年12月11日、SRCL-13070/8） - EAN 4547366716580。
- 相対性理論に異議を唱える（2024年12月11日、SRCL-13070/8） - EAN 4547366716580。
- 雪が降る日にまた会おう（2024年12月11日、SRCL-13076/7） - EAN 4547366716627。
- 懐かしさの先（2025年2月3日）
- ネーブルオレンジ（2025年3月26日、SRCL-13220/8） - EAN 4547366731125。
- Same numbers（2025年7月30日、SRCL-13370/8） - EAN 4547366755978。
- 真夏日よ（2025年7月30日、SRCL-13370/8） - EAN 4547366755978。
- あの頃におかえり（2025年7月30日、SRCL-13372/3） - EAN 4547366755985。

### アルバム
その他
乃木坂46 cheers 松任谷由実（produced by 小室哲哉）
- ユーミン乾杯!!〜松任谷由実50周年記念コラボベストアルバム〜
  - 「守ってあげたい」（2023年12月20日、UPCH-20663） - EAN 4988031593967[53]。

### 映像作品
- 新・乃木坂スター誕生! 第1巻（2023年1月27日） - EAN 4988021720267。
- 乃木坂46 10th YEAR BIRTHDAY LIVE（2023年2月22日） - EAN 4547366594324, EAN 4547366594447。
- 新・乃木坂スター誕生! 第2巻（2023年5月12日） - EAN 4988021720274。
- 新・乃木坂スター誕生! 第3巻（2023年8月4日） - EAN 4988021720281。
- NOGIZAKA46 ASUKA SAITO GRADUATION CONCERT（2023年10月25日） - EAN 4547366631012, EAN 4547366631098。
- 新・乃木坂スター誕生! 第4巻（2023年11月10日） - EAN 4988021720298。
- 乃木坂46 11th YEAR BIRTHDAY LIVE 5DAYS（2024年2月21日） - EAN 4547366660128, EAN 4547366660135。
- 超・乃木坂スター誕生! 第1巻（2024年4月10日） - EAN 4988021720625。
- MIZUKI YAMASHITA GRADUATION CONCERT（2024年10月2日） - EAN 4547366701180, EAN 4547366701227。
- 乃木坂46 12th YEAR BIRTHDAY LIVE（2025年2月12日） - EAN 4547366722253。

## 出演

### テレビ番組
- わたしの通学ロード（関西テレビ）ナレーション
  - シーズン1（2023年1月8日 - 3月26日）[7]
  - シーズン2（2024年1月23日 - 4月2日）[11]
- この世界は1ダフル（2024年10月31日、フジテレビ）再現ドラマに出演[54]

### テレビドラマ
- MADDER その事件、ワタシが犯人です（2025年4月11日 - 6月13日、関西テレビ）主演・仲野茜 役[23]

### ラジオ
- らじらー! サンデー（2024年4月21日[注 4] - 、NHKラジオ第1）偶数週レギュラー[13]

### アニメ
- ふしぎ駄菓子屋 銭天堂（NHK Eテレ）第112話（2024年1月19日）同級生 役[55]

### 舞台
- 乃木坂46”5期生”版 ミュージカル「美少女戦士セーラームーン」2024（2024年4月12日 - 29日、IMM THEATER）木野まこと / セーラージュピター 役（Team MOON）[12]

### CM
- 日本マクドナルド社『ビックマック「あしたも、笑おう。」』篇（2024年7月9日 - ）[15]
- ソフトバンク「Samsung Galaxy S25シリーズ」坂東龍汰と共演[21]
  - 「りんごとトラック」篇（2025年1月31日 - ）
  - 「おおきなかぶ」篇（2025年1月31日 - ）

### イベント
- 明治安田生命J1リーグ第28節「ヴィッセル神戸対セレッソ大阪」キックインセレモニー（2023年9月23日、ノエビアスタジアム神戸）[10]
- 明治安田J1リーグ第38節「ヴィッセル神戸対湘南ベルマーレ」レフリーエスコート、トークショー（2024年12月8日、ノエビアスタジアム神戸）[16]
- 明治安田J1リーグ第14節「ヴィッセル神戸対ファジアーノ岡山」WELCOMEアナウンス、レフリーエスコート、ハーフタイム挨拶（2025年5月3日、ノエビアスタジアム神戸）[56]

### 広告
- 「シダレミュージアム2025 エモい展」「帰ってきたパワーワード展」アンバサダー（2025年4月19日、六甲山アスレチックパークGREENIA）[20]
- ヴィッセル神戸クラブ30周年アンバサダー（2025年5月 - ）[3]

### ネット配信
- 乃木坂×JPCASTコラボ企画「なおまおから君へ、新たな一歩に手紙で贈るエール」（2024年3月7日 - 、YouTube）冨里奈央と共演[57]
- indigo la End結成15周年記念ショートドラマ「最愁回」（2025年8月4日 -YouTube）[26]
  - 「雨は片想い」（2025年8月4日 - ）[58]

## 書籍

### 写真集
- 未来の作り方（2025年1月21日、小学館）[18]